# 资产负债率
资产负债率是总负债与总资产的百分比。资产负债率与企业的长期偿债能力一般呈正相关关系，因此在财务比率分析中被认为是企业的长期偿债能力比率。

## 公式
| 资产负债率＝ | 负债总额 | ×100% |
| 资产负债率＝ | 资产总额 | ×100% |